# Martyrs' Memorial (Oxford)

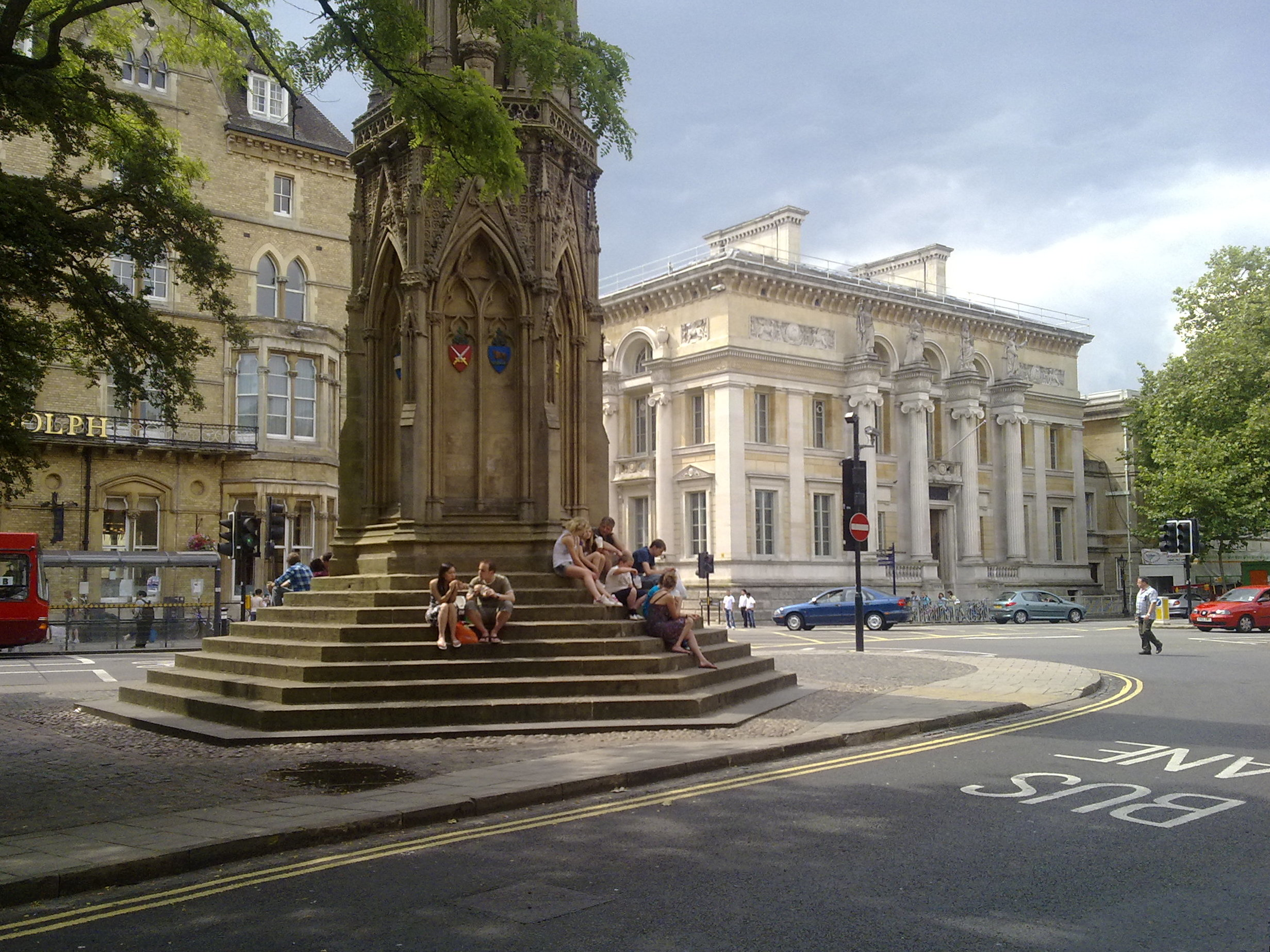
La sección inferior del Monumento a los Mártires, mirando hacia la Institución Taylor

El Monumento a los Mártires es un monumento de piedra situado en la intersección de St Giles', Magdalen Street y Beaumont Street, al oeste de Balliol College, Oxford, Inglaterra. Conmemora a los Mártires de Oxford del siglo XVI.

## Historia
Fue construido 300 años después de los acontecimientos de la Reforma inglesa y conmemora al obispo de Worcester, Hugh Latimer, y al obispo de Londres, Nicholas Ridley, que fueron quemados cerca el 16 de octubre de 1555 después de haber sido condenados por herejía debido a sus creencias protestantes. después de una prueba rápida. También conmemora al ex arzobispo de Canterbury Thomas Cranmer, quien fue ejecutado de manera similar (después de haber visto la dolorosa muerte de sus colegas mientras estaban encarcelados en una torre cercana y el Vaticano permitió su degradación de las órdenes sagradas en febrero) el 21 de marzo de 1556. el reverendo Charles Pourtales Golightly (descendiente de los hugonotes que huyeron a Inglaterra en esa época anterior) y otros clérigos anglicanos recaudaron los fondos para erigir el monumento durante la época victoriana. Se opusieron al Movimiento de Oxford del siglo XIX (también conocido como el Movimiento Tractarian), dirigido por John Keble, John Henry Newman y otros. Golightly y sus colegas estaban alarmados por el realineamiento anglo-católico que el movimiento estaba trayendo a la Iglesia de Inglaterra y querían que el monumento reflejara la profesión protestante y la tradición anticatólica de la universidad. Se deterioró durante el siglo XX, pero se sometió a una restauración completa en 2002, como parte del 75 aniversario de Oxford Preservation Trust que abrió una campaña pública de recaudación de fondos en abril de 2001, y posteriormente limpió el monumento, volvió a pintar los escudos heráldicos y reformó y reemplazó las estatuas incompletas y desaparecidas. El monumento restaurado fue inaugurado en enero de 2003.Existe el rumor popular es que en el pasado los estudiantes engañaron a los turistas extranjeros sobre la naturaleza del Memorial y los convencieron de que era la torre de una iglesia subterránea, que se podía recorrer por una tarifa módica. Esto daría lugar a que los turistas se aventuraran a bajar un tramo de escaleras cercano que en realidad conducía a los baños públicos.

## Descripción
Diseñado por George Gilbert Scott, se completó en 1843 después de dos años de trabajo, reemplazando "una casa antigua pintoresca pero tambaleante". El monumento gótico victoriano, cuyo diseño data de 1838, se ha comparado con el campanario de una catedral, aunque se inspiró conscientemente en las cruces de Leonor erigidas por el rey Eduardo I entre 1290 y 1294 en memoria de su esposa, la reina Leonor de Castilla. (1241-1290). Henry Weekes esculpió las tres estatuas de Cranmer, Latimer y Ridley. El monumento está catalogado en el Grado II* . 

La inscripción en la base del Memorial de los Mártires dice:
Para la Gloria de Dios, y en agradecida conmemoración de Sus siervos, Thomas Cranmer, Nicholas Ridley, Hugh Latimer, Prelados de la Iglesia de Inglaterra, quienes cerca de este lugar entregaron sus cuerpos para ser quemados, dando testimonio de las sagradas verdades que habían afirmados y sostenidos contra los errores de la Iglesia de Roma, y regocijándose de que a ellos les fue dado no sólo creer en Cristo, sino también sufrir por Su causa; este monumento fue erigido por suscripción pública en el año de nuestro Señor Dios, MDCCCXLI [1841].
Cuthbert Bede (en su novela The Adventures of Mr Verdant Green ) escribió sobre el escenario del Martyrs' Memorial así en 1853:
Aquel que entra en la ciudad, como lo hizo el señor Green, desde Woodstock Road, y rueda por la sombreada avenida de St Giles', entre St John's College y Taylor Buildings, y pasa el elegante Martyrs' Memorial, recibirá impresiones tales como probablemente ninguna otra ciudad del mundo podría transmitir.
El sitio de ejecución real está cerca en Broad Street, justo fuera de la línea de las antiguas murallas de la ciudad. El sitio está marcado por una cruz de hierro hundida en el camino.